# Släps distrikt
Släps distrikt är ett distrikt i Kungsbacka kommun och Hallands län. 
Distriktet ligger vid kusten, norr om Kungsbacka. 

## Tidigare administrativ tillhörighet
Distriktet inrättades 2016 och utgörs av socknen Släp i Kungsbacka kommun.
Området motsvarar den omfattning Släps församling hade vid årsskiftet 1999/2000.